# Михальчишин Юрій Адріянович
Юрій Адріянович Михальчишин (нар. 14 листопада 1982, Львів) — політичний діяч, офіцер бригади «Азов», Народний депутат України VII скликання (2012–2014), кандидат на посаду міського голови м. Львова на виборах 2010 року. Член ВО «Свобода» до вересня 2014 року, був заступником голови Львівської обласної організації ВО «Свобода» з питань політичної освіти. На виборах до Верховної Ради України 2012 року був узгодженим кандидатом від низки опозиційних сил (ВО «Свобода», ВО «Батьківщина», Фронт Змін, Громадянська позиція та ін.) по округу № 118 (частина Личаківського, частина Шевченківського районів міста Львова, Пустомитівський район). Кандидат політичних наук (2009 р.).

## Життєпис
Народився 14 листопада 1982 року у родині відомого шахіста Адріян Михальчишин. Брат діда Юрія Михальчишина по батьковій лінії — вояк Дивізії Галичина. Дід Юрія Михальчишина по материній лінії Георгій Павлович Матвійко, в радянські часи очолював Львівське обласне управління сільського господарства, а у 80-х роках XX століття був завідувачем сільськогосподарського відділу Львівського обкому КПРС. Прадід Юрія Михальчишина по материній лінії партизанив у Холодному Яру.
У 1989 році Юрій Михальчишин вступив до СШ № 80 з поглибленим вивченням іспанської мови, у 1996 році переведений до Львівської української приватної гімназії, де навчався до 2000 року. У 2000 році зарахований студентом філософського факультету Львівського національного університету імені Івана Франка; завершив навчання у 2005 році, отримавши диплом магістра політології з відзнакою.
Трудову діяльність розпочав у липні 2000 року на посаді політичного оглядача часопису «За вільну Україну плюс». 31 жовтня 2005 року був зарахований до аспірантури Львівського національного університету імені Івана Франка на кафедру політології. У 2009 році захистив дисертацію на здобуття наукового ступеня кандидата політичних наук на тему «Трансформація політичного руху в масову політичну партію нового типу на прикладі NSDAP і PNF (порівняльний аналіз)» за спеціальністю «Політичні інститути та процеси». Під час навчання займався спортом (кікбоксинг).[джерело?]
З липня 2009 року працює старшим науковим співробітником Національного університету «Львівська політехніка». Наукову роботу суміщав з просвітницькою діяльністю: популяризував твори німецьких націонал-соціалістів й італійських фашистів, прославляв діячів українського націоналістичного запілля. У 2010 році видав збірку «Ватра. Версія 1.0», що містила власні тексти Михальчишина та переклади діячів німецького нацизму (Йозефа Ґеббельса, Альфреда Розенберґа, Отто Штрассера та ін.).
У 2014—2016 роках працював у СБУ. Наразі служить в окремому загоні спеціального призначення Національної гвардії України «Азов».

## Політична діяльність

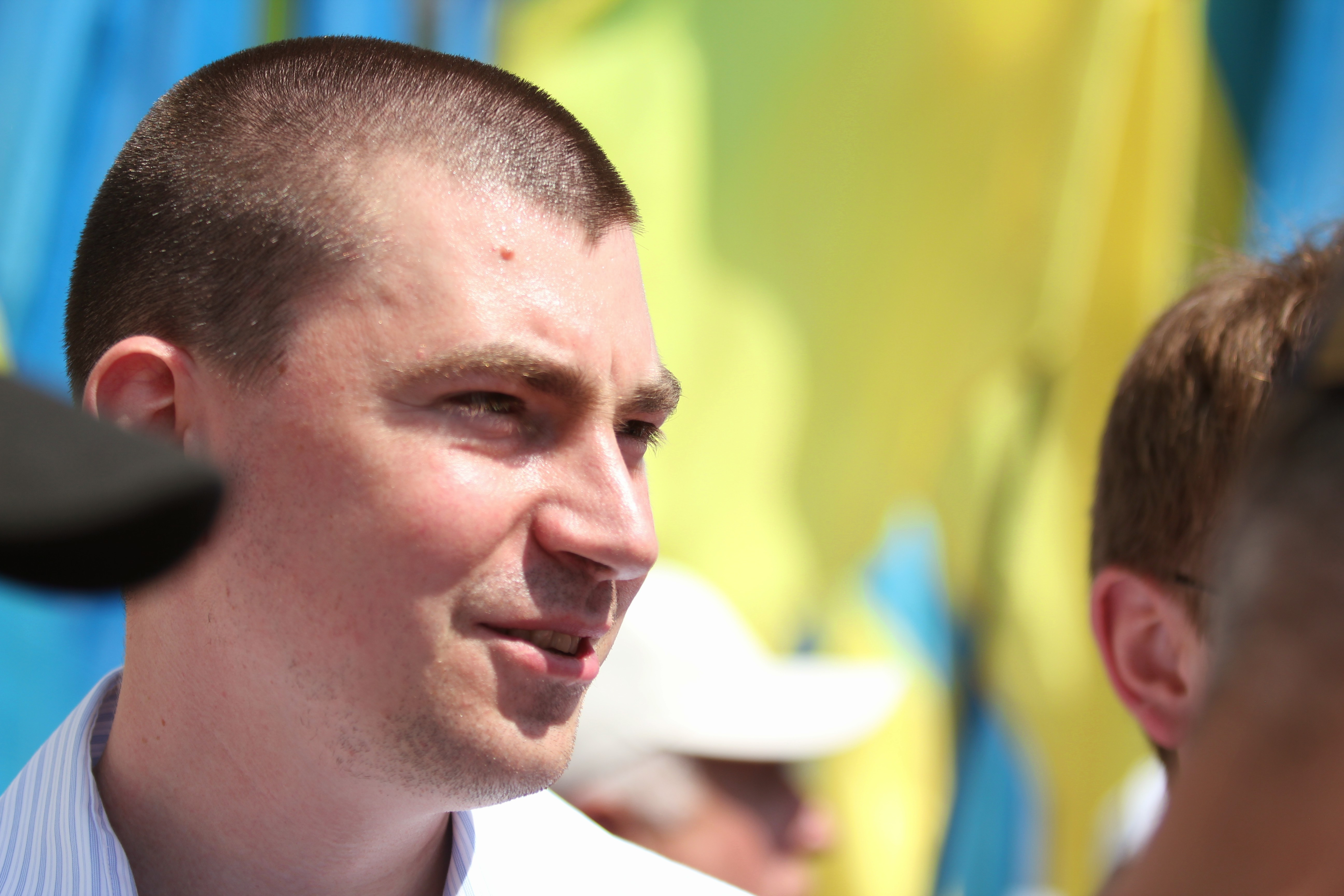
Юрій Михальчишин на «Вставай, Україно!», Київ, 17 травня 2013

Відомий своїми виступами на мітингах та ток-шоу. Політичну кар'єру Юрій Михальчишин розпочав зі вступу до Львівської обласної організації ВО «Свобода». У 2010 році від неї балотувався на посаду міського голови Львова та посів на них третє місце, набравши 42 тис. голосів. Заступник голови фракції ВО «Свобода» у Львівській міській раді.
2012 року стає народним депутатом України від партії ВО "Свобода", проходить до Ради по округу №118.

### Євромайдан
24 листопада 2013 року на Євромайдані у Львові, де зібралося близько 10 тисяч людей, народний депутат від ВО «Свобода» Юрія Михальчишина не допустили до мікрофона з гаслами «Майдан — без політиків», після цього Михальчишин невдало спробував заблокувати трибуну.
5 грудня, на Майдані Незалежності закликав львів'ян приїздити та долучатись до боротьби в Києві.

### Постреволюційний період
Через наростання розбіжностей між власним баченням концепції виборчої кампанії для «Свободи» на позачергових парламентських виборах 26 жовтня 2014 року і планами керівництва партії щодо останніх, а також у зв'язку з низкою інших причин, у вересні 2014 року Ю. Михальчишин написав заяву про призупинення свого членства у ВО «Свобода». Після цього почав працювати в СБУ.
У 2018 році став офіцером бригади (тоді полку) «Азов».

## Цитати
- «Мені здається, що ми ще не одну таку сесію проведемо — тут у Львові, проведемо таку сесію в Києві, і мені ще здається, що буде той день, коли ми таку сесію проведемо на вулицях Донецька! Наша бандерівська армія перейде Дніпро, перейде Донецьк, і викине ту синьожопу банду, яка сьогодні узурпувала владу, з України»[14].
- «Нація — це вища форма соціальної єдності, кровно-духовна спільнота, витворена в межах чітко окресленої етнічної території хвилею історичної енергії, спрямованою в майбутнє. Нація повинна жити вічно, тож боротьба за право на вічне життя є сенсом існування всіх нормальних людей на планеті. Заперечувати цей факт можуть лише космополіти та грантожери, які тотально знахабніли від неробства й ідіотизму»[15].
- «Ми сповідуємо культ сили на службі ідеї. Ідея української нації передбачає пріоритет українців над іншими ідеями, — життя та здоров'я українців над усіма іншими міркуваннями. Якщо на загрозі цим цінностям стоїть дія, яка пов'язана з позбавленням життя вороже налаштованого до українця суб'єкта, звичайно, таку дію потрібно скоювати»[16].
- «Рішення Нюрнберзького трибуналу, ухвали утилітарно-гендлярських місцевих судів, акти прокурорського реагування — просто набір позбавлених сенсу фраз, які не тримаються купи. Люди не люблять, коли їх мають за дурнів. А тому виходять слідом за нами на вулиці»[5].
- «Сьогодні проти Львова стоять три антиукраїнські сили: Москва, Данєцк і Київ. Щоправда, Київ вони окупували, він здався, і окупанти чекають, що так само здасться і Львів, прогнеться бізнес, промовчить політична еліта, німуватимуть його мешканці, а львівська міліція як київські „мєнти“ буде ганяти патріотів! Не буде такого, товариство, бо у нас з вами не просте місто, це — не обласний центр. Львів — місто, де Бандера вчився, жив, боровся і воював. Ми його не віддамо…»[17].
- «Я вам нагадую дорогі мої інтелектуали, дорогі мої філософи і культурологи з Партії регіонів. Якщо ви хочете боротись з якимось явищем — навчіться окреслювати поняття. Я вам нагадую, що націоналізм, який ви так прагнете затаврувати, і націонал-соціалізм відрізняються між собою як стілець і електричний стілець. Кому, як не вам, цього не знати»[18].

## Родина
Народився в родині службовців:
- батько — Михальчишин Адріян Богданович (1954 р.н.), український і словенський шахіст, тренер СДЮШОР «Дебют», міжнародний гросмейстер з шахів (1978 ), фізик.
- мати — Михальчишин Світлана Георгіївна (1958 р.н.), завідувач гуртожитку № 1 ЛНУ ім. І. Франка, за освітою мікробіолог. Дід за материнською лінією — Матвійко Григорій Павлович, очолював Львівське обласне управління сільського господарства, а за часів Добрика був завідувачем сільськогосподарського відділу Львівського обкому КПРС[19][20].
- сестра — Михальчишин Ольга Адріянівна (1988  р.н.).

## Книги
- Трансформація політичного руху в масову політичну партію нового типу на прикладі NSDAP і PNF (порівняльний аналіз): дис. … канд. політ. наук: 23.00.02; Львів. нац. ун-т ім. І. Франка. — Л., 2008. — 229 арк.
- Ватра. Версія 1.0. — Львів: Світ, 2010. — 420 с. — ISBN 978-966-8364-53-2
- Історія України: посібник для 10-11 класів. / Б. Галайко, В. Голубко, А, Козицький, Ю. Михальчишин, О. Пагіря, О. Тучковський, І. Федик, І. Хома. — Львів: ЛА «Піраміда», 2012. — 256 с.
- Ватра. Версія 2.0. — Миколаїв, 2013. — 207 с.[21]
- Політологія: навч. посіб. / І. Б. Кіянка, Ю. А. Михальчишин, М. В. Поліщук. — Львів: ЛРІДУ НАДУ, 2016. — 206 с.
- Контррозвідка в Україні від УНР до сьогодення. 2021.[22]
- Чекісти vs націоналісти. — Львів. 2024. — 167 с. — ISBN 978-617-8348-05-2